# Gunnar Nordahl
Nils Gunnar Nordahl, född 19 oktober 1921 i Hörnefors i Västerbottens län, död 15 september 1995 i Alghero i Italien, var en svensk fotbollsspelare (centerforward) som år 1949 blev Sveriges första fotbollsproffs på hög nivå när han värvades till italienska AC Milan.
Nordahl blev dessförinnan fyrfaldig svensk mästare för IFK Norrköping och allsvensk skyttekung fyra gånger. Han spelade i det svenska landslag som tog guld vid OS i London 1948 och gjorde sammanlagt 43 mål på 33 landskamper. Som proffs i Italien blev svensken en av tidernas främsta målskyttar i Serie A vars skytteliga han vann fem gånger mellan 1950 och 1956. Han är alltjämt (maj 2017) den tredje bästa målskytten genom alla tider i ligan, efter Silvio Piola och Francesco Totti.
Nordahl är som medlem nr 9 invald i Svensk fotbolls Hall of Fame.

## Idrottskarriär

### Tidiga år
Nordahl började sin fotbollsbana tillsammans med bröderna Bertil, Knut, Gösta och Göran i västerbottniska Hörnefors IF, starkt påhejade av sina föräldrar som aktivt stöttade barnen i idrotten. Med en ytterligt stark fysik och ett tungt välriktat skytte förenade han med spelintelligens, egenskaper vilka tidigt formade honom till en formidabel målgörare. På 41 matcher i division III, sköt han inte mindre än 68 mål under åren 1937–1940.
Han var 1936–1940 industriarbetare vid Hörnefors sulfitfabrik och därefter 1940–1943 arbetare i Degerfors. 1943–1948 var han brandman i Norrköping.

### Allsvensk debut, skyttekung och OS-guld
Gunnar Nordahl fick tidigt möjligheten att spela allsvenskt i Degerfors IF, där han fortsatte sitt målskytte. Med 58 mål på 77 matcher och skytteligaseger 1943 fick flera klubbar upp ögonen för den hårdskjutande norrlänningen. IFK Norrköping blev klubben som vann dragkampen och i denna skulle Nordahl komma att utvecklas snabbt. Med i snitt mer än ett mål per match i Allsvenskan, skytteligaseger ytterligare fyra gånger, Guldbollenvinnare 1947 och SM-guld fyra år i rad visade han, att han var mogen för en större utmaning. Den 12 november 1944 i matchen IFK Norrköping-Landskrona BoIS (9–1), gjorde Nordahl sju mål, dessutom i svit.
När han sedan var med i det svenska landslag som i OS i London 1948 besegrade Jugoslavien i finalen (3–1, 1 mål av Nordahl) och dessutom vann turneringens skytteliga med sju mål, nådde ryktet om svensken med det enastående målsinnet ända till Italien. Prestationen var stor då OS och VM under denna tid betraktades som likvärdiga turneringar då inte alla länder tillät proffs i VM förrän i Sverige 1958.

### Sveriges första proffs
1949 värvades Nordahl till Italien och AC Milan och blev därmed Sveriges första professionella fotbollsspelare på hög nivå. Övergångssumman var 75 000 kronor och Gunnar själv fick en månadslön på 1 500 kronor. Redan första säsongen (en halv säsong) gjorde han 16 mål på 15 matcher och succén var given. Den hårdföre och (trots sin vikt) snabbe svensken skaffade sig snabbt ett rykte som en pålitlig målskytt och en av Serie A:s stora stjärnor.
Med de hårda regler som Svenska Fotbollförbundet hade vid denna tid, då endast amatörer kunde bli aktuella för landslagsspel, hade Nordahl genom sitt proffsspel avsagt sig möjligheten att spela för det svenska landslaget. Så efter OS-guldet blev det inte några fler landskamper för svensken med Italien som ny hemadress.

### En sällan skådad målskytt

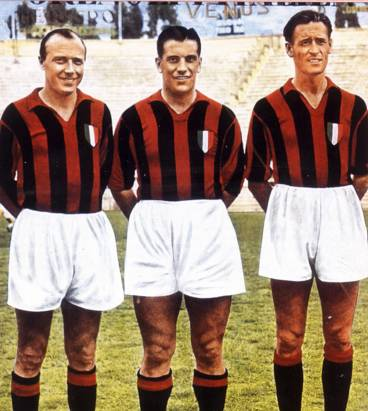
Gre-No-Li i AC Milan, 1954.

Under sin första hela säsong i Italien vann Nordahl skytteligan med 35 gjorda mål – ett rekord som stod sig i 66 år. Samtidigt hade han i klubben fått sällskap av två andra svenskar, Gunnar Gren och Nils Liedholm, och de skulle de närmsta åren skapa sig ett internationellt rykte som en fruktad trio – Gre-No-Li.
Under sin proffskarriär i Italien 1949–1958, vann Nordahl skytteligan 5 gånger (rekord i Serie A) och blev oerhört populär i hela det fotbollstokiga landet. Sammanlagt blev det 225 mål på 291 matcher i Italien och förutom italienaren Silvio Piola (274 ligamål) och dennes landsman Francesco Totti har ingen gjort lika många mål i den italienska förstadivisionen. Svensken har dock ett vida bättre målsnitt än Piola (0,77 mot 0,51 mål/match) som spelade hela 24 säsonger i Serie A. De sista åren i Italien spelade Nordahl i AS Roma (1956–58) där han mot slutet också tog rollen som spelande tränare. Han gjorde även där en del mål, trots att krutet i dojan inte var lika explosivt som förr.

### Spelarkarriärens slut - och början på en ny

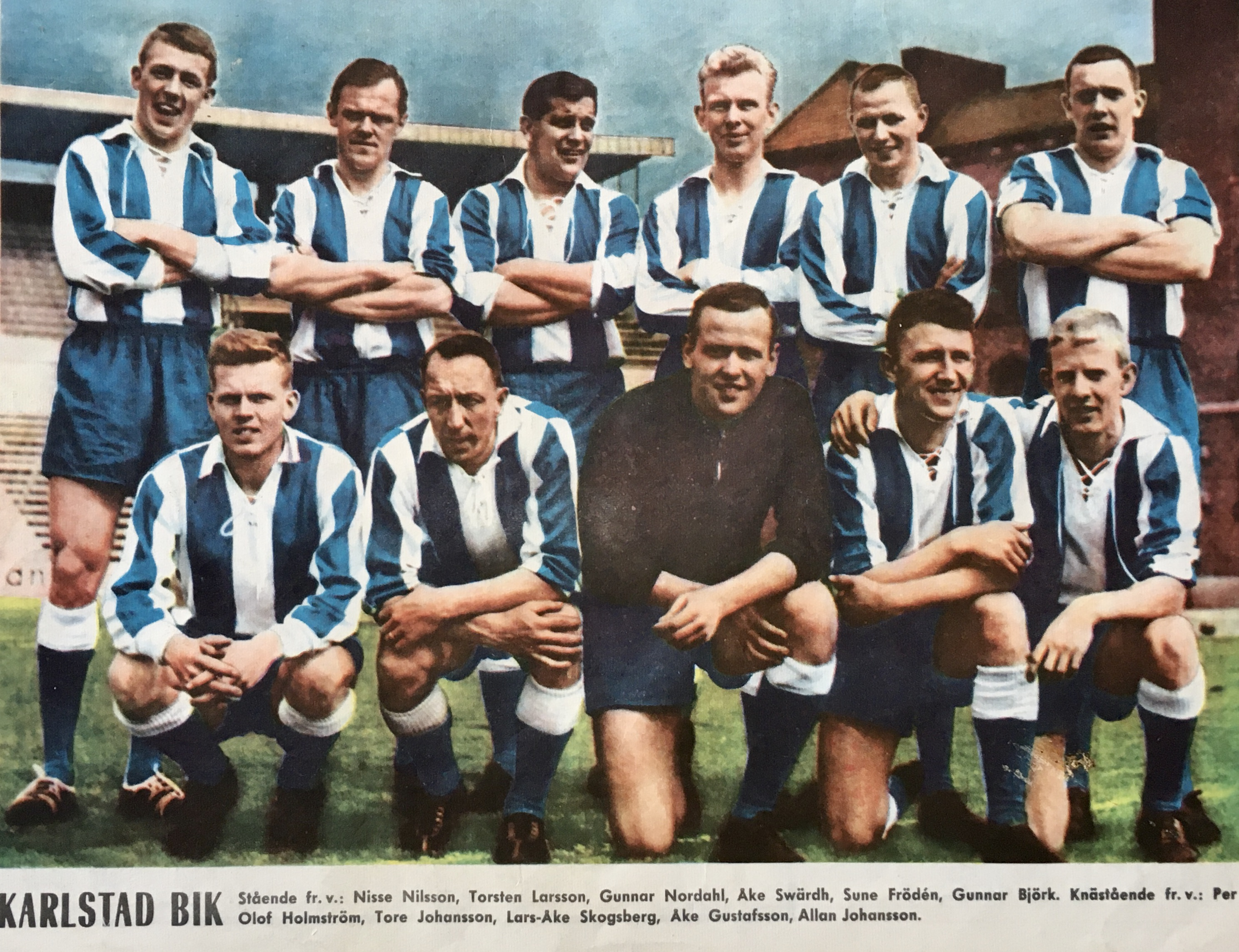
Karlstad BK 1960 med bland andra Nisse Nilsson och Gunnar Nordahl i laget.

Gunnar Nordahl avslutade sin spelarkarriär i Karlstad BIK, först som spelande tränare, sedan enbart tränare, åren 1959–61. Målet var att ta upp klubben i Allsvenskan, men närmare än en tredje plats i div 2 kom man inte.
Nordahls plan var sedan att återvända till Italien och där fortsätta sin tränarkarriär, men ett "importstopp" för utländska tränare gjorde att han istället stannade kvar i Sverige. Degerfors IF, IFK Norrköping (största framgången som tränare med ett Cup-guld 1969), IF Saab och Östers IF drog nytta av den tidigare skyttekungens tjänster innan han i AIK 1977–78 avslutade sin tränarkarriär på nationell nivå.

### Stor Grabb och Hall of Fame

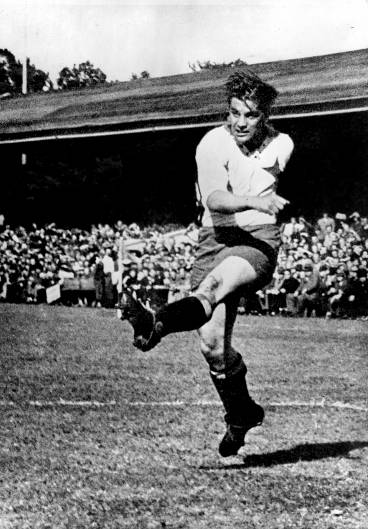
Gunnar Nordahl, för IFK Norrköping, 1948.

Nordahl blev redan år 1945 Stor grabb inom svensk fotboll och år 2003 valdes han i den första selektionen som medlem nr 9 in i Svensk fotbolls Hall of Fame. Där lyder presentationstexten:
"'Il Pompiere' är svensk fotbolls störste målskytt. Hans sätt att dominera straffområdet i Sverige, Italien och i landskamper var unikt.”

## Privatliv
Gunnar Nordahl var det sjunde av tio barn till Emil Nordahl (1886-1968) och Nikolina, född Hällman (1888-1967). Familjen försörjdes av fadern som arbetade på Hörnefors sulfitfabrik och de var bosatta i en bostad kallad "Ågern" tillhörande sulfitfabriken.
Gunnar Nordahl var gift med Irma Nordahl, född Berg (1920-1977). Han var far till fotbollsspelaren Thomas Nordahl, samt dottern Lotta.
Nordahl var brandman till yrket innan han blev proffs i Italien 1949.

## Självbiografi
- Nordahl, Gunnar (1954). Guld och gröna planer. Bonniers folkbibliotek, 99-0133706-2. Stockholm: Bonnier. Libris 1444496

## Meriter

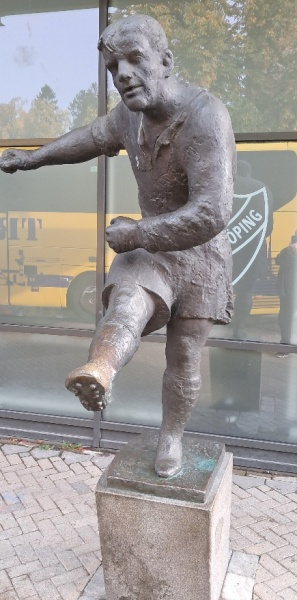
Staty utanför Idrottsparken i Norrköping, Statyn skapades av Jan Steen

### I klubblag
IFK Norrköping
- SM-guld (4): 1944/45, 1945/46, 1946/47, 1947/48
- Svenska Cupen (1): 1945

 AC Milan
- Italiensk mästare (2): 1950/51, 1954/55
- Coppa Latina (2): 1950/51, 1955/56 (Coppa Latina var en föregångare till Europacupen, föregångaren till UEFA Champions League)

### I landslag
Sverige
- 33 A-landskamper, 43 mål
- NM-guld 1947 (Nordiska mästerskapet)
- Olympiskt Guld 1948

### Individuellt
- Allsvensk skyttekung (4): 1942/43 (14 mål), 1944/45 (27), 1945/46 (25), 1947/48 (18)
- Olympiska fotbollsturneringens skyttekung (1): 1948 (7 mål)
- Italiensk skyttekung i Serie A (5): 1949/50 (35 mål), 1950/51 (34), 1952/53 (26), 1953/54 (23), 1954/55 (27)
- Guldbollen som Sveriges bäste fotbollsspelare (1): 1947
- Tredje bästa målskytt i Serie A genom alla tider med 225 mål[11] på 291 matcher
- 2 matcher för Europalaget (som mötte England) 1947 och 1953
- Stor Grabb i Svensk fotboll 1945
- Invald i Svensk fotbolls Hall of Fame, 2003

## Arvet efter Nordahl

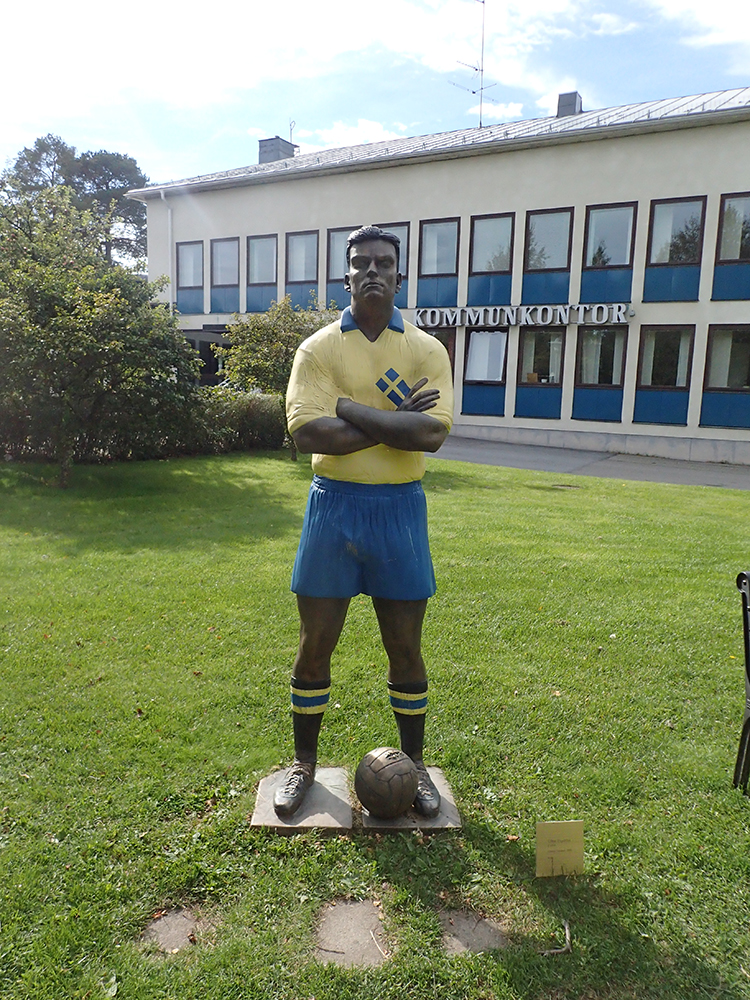
Staty utförd av Urban Engström 2000, placerad utanför gamla kommunhuset i Hörnefors.

Gunnar Nordahl, som avled 15 september 1995, står i dag staty såväl i sin födelseort Hörnefors som utanför Idrottsparken i Norrköping.
Gunnar Nordahls Minnesfond grundades 1995 av familjen Nordahl, Svenska Fotbollförbundet och IFK Norrköping, och delar årligen ut stipendier till personer eller föreningar som "främjat ungdomsfotbollen i Sverige".
IFK Norrköping har döpt den norra ståplatsläktaren på Platinumcars Arena till Curva Nordahl till minne av dess forna stjärnspelare. Namnet är en hyllning till Gunnar Nordahl och hans framgångsrika proffskarriär i Italien där Curvan är den centrala platsen för klubbens mest passionerade supportergrupper. Namnet är även en anspelning på väderstrecket Nord och den norra läktaren. Curva Nordahl invigdes den 5 april 2015. Thomas Nordahl klippte det symboliska bandet och från storbildsskärmen skickade Milanlegendaren Franco Baresi en hälsning från hjärtat:
"Jag vill på mina och klubben Milans vägnar tacka för att ni namngett en läktarsektion efter en av de största legendarerna i klubbens historia – Gunnar Nordahl, som vi alla känner till som en fantastisk stor anfallsspelare. Tack ännu en gång. Jag önskar er stor framgång i framtiden".